# Микрорайон Краснова
Краснова — микрорайон города Перми. Расположен в Свердловском районе. 

## География
Микрорайон расположен в южной части Свердловского района Перми. Восточная граница — улица Куйбышева, западная проходит по черте зоны отчуждения железной дороги, северная граница проходит по улице Чкалова. Южная граница с микрорайоном Крохалёва проходит по северной границе территории бывшего завода смазок и СОЖ и оврагом между улицами Уфимская и Муромская.

## История
Поселок начал строиться в 1941 году для работников завода им. Сталина. Первоначальное название было Западный. В 1944 году здесь также был построен юнгородок для полутора молодых рабочих (на месте нынешнего сквера авиаторов). В поселке также располагался лагерь военнопленных в конце улицы Уфимской. В 1945 году поселок был переименован в честь героя Советского Союза Краснова Н. Ф. В 1947 году в поселке насчитывалось более 90 бараков и щитовых домов, в том числе кинотеатр «Ударник». С 1968 года в микрорайоне началось строительство многоквартирных домов. В целом микрорайон имеет компактный характер, с неплохим уровнем озеленения дворов. Недостатки: микрорайон с трех сторон окружен промзонами и полосой отчуждения железной дороги, в часы пик между центром города и микрорайоном образуются пробки.

## Экономика
Рядом с микрорайоном расположены несколько крупных градообразующих пермских предприятий: Пермский моторный завод, АО «ОДК-СТАР». Работает ОАО «Покровский хлеб». До 2012 года работал завод смазок и СОЖ (обанкрочен в 2012 году и закрыт, территория расчищена под жилую застройку). До 2019 года работало троллейбусное депо, переоборудованного в автопарк в связи с ликвидацией пермского троллейбуса.

## Улицы
Основные улицы микрорайона: Куйбышева, Солдатова. Имеются улицы Уфимская, Моторостроителей и Серебрянский проезд, играющие роль междомовых проездов. В северной части микрорайона в промзоне имеется улица Маршрутная.

## Образование
Среднее образование: средняя школа № 41 (им. П. А. Соловьева), «Спортивная школа Свердловского района». Пермский торгово-технологический колледж

## Медицина
Городская клиническая поликлиника № 5.

## Транспорт
Автобусные маршруты 8, 45, 50, 56, 62, 63,71,4т,11т трамвайные 5,8.

## Достопримечательности
В долине речки Данилихи у железнодорожной линии на месте бывшего питомника Горзеленстроя облагораживается участок поймы, названный Серебрянским парком.